# Abdul Rahman Baba
Abdul Rahman Baba (Tamale, 2 luglio 1994) è un calciatore ghanese, difensore del PAOK.

## Carriera

### Club
Inizia la carriera nel settore giovanile del Dreams Football Club, squadra della seconda serie ghanese. Nel 2011 viene acquistato dall'Asante Kotoko, club di massima serie, con cui rimane per una stagione. Il 12 luglio 2012 viene ufficializzato il suo acquisto da parte del Greuther Furth, con cui nella stagione 2012-2013 gioca 20 partite nella massima serie tedesca ed una partita in Coppa di Germania. Rimane nella squadra anche per tutta la stagione 2013-2014 e nelle prime due giornate della stagione 2014-2015 in 2. Bundesliga, la seconda serie tedesca; viene poi ceduto all'Augusta in massima serie nell'agosto 2014, lasciando quindi la squadra con un totale di 48 partite e 2 gol in gare di campionato.
Il 16 agosto 2015 viene ufficializzato il suo arrivo al Chelsea.

### Nazionale
Ha giocato due partite con la nazionale Under-20, segnando anche un gol; il 16 giugno 2013 riceve la sua prima convocazione in carriera nella nazionale maggiore, restando in panchina nella partita vinta per 2-0 in trasferta contro il Lesotho, valida per le qualificazioni ai Mondiali brasiliani del 2014.
È stato inserito nella lista dei convocati per il Mondiale Under-20 del 2013, nei quali gioca gli ultimi dieci minuti della partita persa per 3-1 contro la Francia. Nella seconda giornata della fase a gironi, giocata contro la Spagna il 24 giugno, parte invece da titolare. Gioca poi da titolare anche nella terza partita della fase a gironi, vinta per 4-1 contro gli Stati Uniti, e negli ottavi di finale, vinti per 3-2 contro il Portogallo, oltre che nei quarti di finale contro il Cile, il 7 luglio. Dopo aver giocato da titolare anche nella semifinale persa per 2-1 contro la Francia il 10 luglio, viene inserito nell'undici titolare anche nella finale per il terzo e quarto posto vinta per 3-0 contro l'Iraq.
Nel 2015 partecipa alla Coppa d'Africa con la nazionale maggiore; chiude la manifestazione con la sconfitta in finale contro la Costa d'Avorio, e gioca in totale 6 partite senza mai segnare. Successivamente partecipa alla Coppa d'Africa anche nel 2017, nel 2019 e nel 2021.

## Statistiche

### Presenze e reti nei club
Statistiche aggiornate al 25 settembre 2024.
| Stagione              | Squadra               | Campionato            | Campionato | Campionato | Coppe nazionali | Coppe nazionali | Coppe nazionali | Coppe continentali | Coppe continentali | Coppe continentali | Altre coppe | Altre coppe | Altre coppe | Totale | Totale |
| Stagione              | Squadra               | Comp                  | Pres       | Reti       | Comp            | Pres            | Reti            | Comp               | Pres               | Reti               | Comp        | Pres        | Reti        | Pres   | Reti   |
| --------------------- | --------------------- | --------------------- | ---------- | ---------- | --------------- | --------------- | --------------- | ------------------ | ------------------ | ------------------ | ----------- | ----------- | ----------- | ------ | ------ |
| 2012-2013             | Greuther Fürth        | BL                    | 20         | 0          | CG              | 1               | 0               | -                  | -                  | -                  | -           | -           | -           | 21     | 0      |
| 2013-2014             | Greuther Fürth        | ZL                    | 22+2       | 2          | CG              | 1               | 0               | -                  | -                  | -                  | -           | -           | -           | 25     | 2      |
| ago. 2014             | Greuther Fürth        | ZL                    | 2          | 0          | CG              | 0               | 0               | -                  | -                  | -                  | -           | -           | -           | 2      | 0      |
| Totale Greuther Fürth | Totale Greuther Fürth | Totale Greuther Fürth | 46         | 2          |                 | 2               | 0               |                    | -                  | -                  |             | -           | -           | 48     | 2      |
| ago. 2014-2015        | Augusta               | BL                    | 31         | 0          | CG              | 0               | 0               | -                  | -                  | -                  | -           | -           | -           | 31     | 0      |
| ago. 2015             | Augusta               | BL                    | 0          | 0          | CG              | 1               | 0               | -                  | -                  | -                  | -           | -           | -           | 1      | 0      |
| Totale Augusta        | Totale Augusta        | Totale Augusta        | 31         | 0          |                 | 1               | 0               |                    | -                  | -                  |             | -           | -           | 32     | 0      |
| ago. 2015-2016        | Chelsea               | PL                    | 15         | 0          | FACup+CdL       | 2+2             | 0               | UCL                | 4                  | 0                  | CS          | 0           | 0           | 23     | 0      |
| 2016-2017             | Schalke 04            | BL                    | 13         | 0          | CG              | 2               | 0               | UEL                | 6                  | 1                  | -           | -           | -           | 21     | 1      |
| 2017-gen. 2018        | Chelsea               | PL                    | 0          | 0          | FACup+CdL       | 0               | 0               | UCL                | 0                  | 0                  | CS          | 0           | 0           | 0      | 0      |
| gen.-giu. 2018        | Schalke 04            | BL                    | 1          | 0          | CG              | 0               | 0               | -                  | -                  | -                  | -           | -           | -           | 1      | 0      |
| 2018-gen. 2019        | Schalke 04            | BL                    | 2          | 0          | CG              | 1               | 0               | UCL                | 1                  | 0                  | -           | -           | -           | 4      | 0      |
| Totale Schalke 04     | Totale Schalke 04     | Totale Schalke 04     | 16         | 0          |                 | 3               | 0               |                    | 7                  | 1                  |             | -           | -           | 26     | 1      |
| gen.-giu. 2019        | Stade Reims           | L1                    | 11         | 1          | CF+CdL          | -               | -               | -                  | -                  | -                  | -           | -           | -           | 11     | 1      |
| 2019-2020             | Maiorca               | PD                    | 2          | 0          | CR              | 1               | 0               | -                  | -                  | -                  | -           | -           | -           | 3      | 0      |
| 2020-gen. 2021        | Chelsea               | PL                    | 0          | 0          | FACup+CdL       | 0               | 0               | UCL                | 0                  | 0                  | -           | -           | -           | 0      | 0      |
| Totale Chelsea        | Totale Chelsea        | Totale Chelsea        | 15         | 0          |                 | 4               | 0               |                    | 4                  | 0                  |             | 0           | 0           | 23     | 0      |
| gen.-giu. 2021        | PAOK                  | SL                    | 4+9        | 1          | CG              | 4               | 0               | -                  | -                  | -                  | -           | -           | -           | 17     | 1      |
| 2021-2022             | Reading               | FLC                   | 29         | 0          | FACup+CdL       | 0               | 0               | -                  | -                  | -                  | -           | -           | -           | 29     | 0      |
| 2022-2023             | Reading               | FLC                   | 18         | 0          | FACup+CdL       | 2+0             | 0               | -                  | -                  | -                  | -           | -           | -           | 20     | 0      |
| Totale Reading        | Totale Reading        | Totale Reading        | 47         | 0          |                 | 2               | 0               |                    | -                  | -                  |             | -           | -           | 49     | 0      |
| 2023-2024             | PAOK                  | SL                    | 19+9       | 4+1        | CG              | 2               | 0               | UECL               | 14                 | 1                  | -           | -           | -           | 44     | 6      |
| 2024-2025             | PAOK                  | SL                    | 18         | 5          | CG              | 1               | 0               | UCL+UEL            | 4+10               | 1+2                | -           | -           | -           | 33     | 8      |
| Totale PAOK           | Totale PAOK           | Totale PAOK           | 41+18      | 10+1       |                 | 7               | 0               |                    | 28                 | 4                  |             | -           | -           | 94     | 15     |
| Totale carriera       | Totale carriera       | Totale carriera       | 227        | 14         |                 | 20              | 0               |                    | 39                 | 5                  |             | 0           | 0           | 286    | 19     |

### Cronologia presenze e reti in nazionale
| Cronologia completa delle presenze e delle reti in nazionale ― Ghana | Cronologia completa delle presenze e delle reti in nazionale ― Ghana | Cronologia completa delle presenze e delle reti in nazionale ― Ghana | Cronologia completa delle presenze e delle reti in nazionale ― Ghana | Cronologia completa delle presenze e delle reti in nazionale ― Ghana | Cronologia completa delle presenze e delle reti in nazionale ― Ghana | Cronologia completa delle presenze e delle reti in nazionale ― Ghana | Cronologia completa delle presenze e delle reti in nazionale ― Ghana |
| Data                                                                 | Città                                                                | In casa                                                              | Risultato                                                            | Ospiti                                                               | Competizione                                                         | Reti                                                                 | Note                                                                 |
| -------------------------------------------------------------------- | -------------------------------------------------------------------- | -------------------------------------------------------------------- | -------------------------------------------------------------------- | -------------------------------------------------------------------- | -------------------------------------------------------------------- | -------------------------------------------------------------------- | -------------------------------------------------------------------- |
| 10-9-2014                                                            | Lomé                                                                 | Togo                                                                 | 2 – 3                                                                | Ghana                                                                | Qual. Coppa d'Africa 2015                                            | -                                                                    |                                                                      |
| 11-10-2014                                                           | Casablanca                                                           | Guinea                                                               | 1 – 1                                                                | Ghana                                                                | Qual. Coppa d'Africa 2015                                            | -                                                                    |                                                                      |
| 15-10-2014                                                           | Tamale                                                               | Ghana                                                                | 3 – 1                                                                | Guinea                                                               | Qual. Coppa d'Africa 2015                                            | -                                                                    |                                                                      |
| 15-11-2014                                                           | Kampala                                                              | Uganda                                                               | 1 – 0                                                                | Ghana                                                                | Qual. Coppa d'Africa 2015                                            | -                                                                    |                                                                      |
| 19-11-2014                                                           | Kumasi                                                               | Ghana                                                                | 3 – 1                                                                | Togo                                                                 | Qual. Coppa d'Africa 2015                                            | -                                                                    |                                                                      |
| 19-1-2015                                                            | Mongomo                                                              | Ghana                                                                | 1 – 2                                                                | Senegal                                                              | Coppa d'Africa 2015 - 1º turno                                       | -                                                                    |                                                                      |
| 23-1-2015                                                            | Mongomo                                                              | Ghana                                                                | 1 – 0                                                                | Algeria                                                              | Coppa d'Africa 2015 - 1º turno                                       | -                                                                    |                                                                      |
| 27-1-2015                                                            | Mongomo                                                              | Sudafrica                                                            | 1 – 2                                                                | Ghana                                                                | Coppa d'Africa 2015 - 1º turno                                       | -                                                                    |                                                                      |
| 1-2-2015                                                             | Mongomo                                                              | Ghana                                                                | 3 – 0                                                                | Guinea                                                               | Coppa d'Africa 2015 - Quarti di finale                               | -                                                                    |                                                                      |
| 5-2-2015                                                             | Malabo                                                               | Ghana                                                                | 3 – 0                                                                | Guinea Equatoriale                                                   | Coppa d'Africa 2015 - Semifinale                                     | -                                                                    |                                                                      |
| 8-2-2015                                                             | Bata                                                                 | Costa d'Avorio                                                       | 0 – 0 dts (9 – 8 dtr)                                                | Ghana                                                                | Coppa d'Africa 2015 - Finale                                         | -                                                                    |                                                                      |
| 8-6-2015                                                             | Accra                                                                | Ghana                                                                | 1 – 0                                                                | Togo                                                                 | Amichevole                                                           | -                                                                    |                                                                      |
| 14-6-2015                                                            | Kumasi                                                               | Ghana                                                                | 7 – 1                                                                | Mauritius                                                            | Qual. Coppa d'Africa 2017                                            | -                                                                    |                                                                      |
| 1-9-2015                                                             | Brazzaville                                                          | Rep. del Congo                                                       | 2 – 3                                                                | Ghana                                                                | Amichevole                                                           | -                                                                    |                                                                      |
| 5-9-2015                                                             | Kigali                                                               | Ruanda                                                               | 0 – 1                                                                | Ghana                                                                | Qual. Coppa d'Africa 2017                                            | -                                                                    |                                                                      |
| 13-11-2015                                                           | Moroni                                                               | Comore                                                               | 0 – 0                                                                | Ghana                                                                | Qual. Mondiali 2018                                                  | -                                                                    |                                                                      |
| 17-11-2015                                                           | Kumasi                                                               | Ghana                                                                | 2 – 0                                                                | Comore                                                               | Qual. Mondiali 2018                                                  | -                                                                    |                                                                      |
| 24-3-2016                                                            | Accra                                                                | Ghana                                                                | 3 – 1                                                                | Mozambico                                                            | Qual. Coppa d'Africa 2017                                            | -                                                                    |                                                                      |
| 27-3-2016                                                            | Maputo                                                               | Mozambico                                                            | 0 – 0                                                                | Ghana                                                                | Qual. Coppa d'Africa 2017                                            | -                                                                    |                                                                      |
| 5-6-2016                                                             | Belle Vue Maurel                                                     | Mauritius                                                            | 0 – 2                                                                | Ghana                                                                | Qual. Coppa d'Africa 2017                                            | -                                                                    |                                                                      |
| 3-9-2016                                                             | Accra                                                                | Ghana                                                                | 1 – 1                                                                | Ruanda                                                               | Qual. Coppa d'Africa 2017                                            | -                                                                    |                                                                      |
| 6-9-2016                                                             | Mosca                                                                | Russia                                                               | 1 – 0                                                                | Ghana                                                                | Amichevole                                                           | -                                                                    |                                                                      |
| 7-10-2016                                                            | Tamale                                                               | Ghana                                                                | 0 – 0                                                                | Uganda                                                               | Qual. Mondiali 2018                                                  | -                                                                    |                                                                      |
| 11-10-2016                                                           | Durban                                                               | Sudafrica                                                            | 1 – 1                                                                | Ghana                                                                | Qual. Mondiali 2018                                                  | -                                                                    |                                                                      |
| 13-11-2016                                                           | Borg El Arab                                                         | Egitto                                                               | 2 – 0                                                                | Ghana                                                                | Qual. Mondiali 2018                                                  | -                                                                    |                                                                      |
| 17-1-2017                                                            | Port-Gentil                                                          | Ghana                                                                | 1 – 0                                                                | Uganda                                                               | Coppa d'Africa 2017 - 1º turno                                       | -                                                                    | 39’                                                                  |
| 9-6-2019                                                             | Dubai                                                                | Ghana                                                                | 0 – 1                                                                | Namibia                                                              | Amichevole                                                           | -                                                                    | 46’                                                                  |
| 15-6-2019                                                            | Dubai                                                                | Ghana                                                                | 0 – 0                                                                | Sudafrica                                                            | Amichevole                                                           | -                                                                    | 73’                                                                  |
| 29-6-2019                                                            | Ismailia                                                             | Camerun                                                              | 0 – 0                                                                | Ghana                                                                | Coppa d'Africa 2019 - 1º turno                                       | -                                                                    |                                                                      |
| 2-7-2019                                                             | Suez                                                                 | Guinea-Bissau                                                        | 0 – 2                                                                | Ghana                                                                | Coppa d'Africa 2019 - 1º turno                                       | -                                                                    |                                                                      |
| 8-7-2019                                                             | Ismailia                                                             | Ghana                                                                | 1 – 1 dts (4 – 5 dtr)                                                | Tunisia                                                              | Coppa d'Africa 2019 - Ottavi di finale                               | -                                                                    | 116’                                                                 |
| 12-11-2020                                                           | Cape Coast                                                           | Ghana                                                                | 2 – 0                                                                | Sudan                                                                | Qual. Coppa d'Africa 2021                                            | -                                                                    |                                                                      |
| 17-11-2020                                                           | Omdurman                                                             | Sudan                                                                | 1 – 0                                                                | Ghana                                                                | Qual. Coppa d'Africa 2021                                            | -                                                                    |                                                                      |
| 25-3-2021                                                            | Durban                                                               | Sudafrica                                                            | 1 – 1                                                                | Ghana                                                                | Qual. Coppa d'Africa 2021                                            | -                                                                    |                                                                      |
| 28-3-2021                                                            | Kumasi                                                               | Ghana                                                                | 3 – 1                                                                | São Tomé e Príncipe                                                  | Qual. Coppa d'Africa 2021                                            | 1                                                                    | 70’                                                                  |
| 12-6-2021                                                            | Cape Coast                                                           | Ghana                                                                | 0 – 0                                                                | Costa d'Avorio                                                       | Amichevole                                                           | -                                                                    |                                                                      |
| 3-9-2021                                                             | Cape Coast                                                           | Ghana                                                                | 1 – 0                                                                | Etiopia                                                              | Qual. Mondiali 2022                                                  | -                                                                    |                                                                      |
| 9-10-2021                                                            | Cape Coast                                                           | Ghana                                                                | 3 – 1                                                                | Zimbabwe                                                             | Qual. Mondiali 2022                                                  | -                                                                    |                                                                      |
| 12-10-2021                                                           | Harare                                                               | Zimbabwe                                                             | 0 – 1                                                                | Ghana                                                                | Qual. Mondiali 2022                                                  | -                                                                    |                                                                      |
| 11-11-2021                                                           | Johannesburg                                                         | Etiopia                                                              | 1 – 1                                                                | Ghana                                                                | Qual. Mondiali 2022                                                  | -                                                                    |                                                                      |
| 14-11-2021                                                           | Cape Coast                                                           | Ghana                                                                | 1 – 0                                                                | Sudafrica                                                            | Qual. Mondiali 2022                                                  | -                                                                    |                                                                      |
| 10-1-2022                                                            | Yaoundé                                                              | Marocco                                                              | 1 – 0                                                                | Ghana                                                                | Coppa d'Africa 2021 - 1º turno                                       | -                                                                    |                                                                      |
| 14-1-2022                                                            | Yaoundé                                                              | Gabon                                                                | 1 – 1                                                                | Ghana                                                                | Coppa d'Africa 2021 - 1º turno                                       | -                                                                    |                                                                      |
| 18-1-2022                                                            | Garoua                                                               | Ghana                                                                | 2 – 3                                                                | Comore                                                               | Coppa d'Africa 2021 - 1º turno                                       | -                                                                    | 46’                                                                  |
| 1-6-2022                                                             | Cape Coast                                                           | Ghana                                                                | 3 – 0                                                                | Madagascar                                                           | Qual. Coppa d'Africa 2023                                            | -                                                                    |                                                                      |
| 14-6-2022                                                            | Suita                                                                | Cile                                                                 | 0 – 0 (1 – 3 dtr)                                                    | Ghana                                                                | Kirin Cup                                                            | -                                                                    |                                                                      |
| 23-9-2022                                                            | Le Havre                                                             | Brasile                                                              | 3 – 0                                                                | Ghana                                                                | Amichevole                                                           | -                                                                    |                                                                      |
| 17-11-2022                                                           | Abu Dhabi                                                            | Ghana                                                                | 2 – 0                                                                | Svizzera                                                             | Amichevole                                                           | -                                                                    |                                                                      |
| 24-11-2022                                                           | Doha                                                                 | Portogallo                                                           | 3 – 2                                                                | Ghana                                                                | Mondiali 2022 - 1º turno                                             | -                                                                    |                                                                      |
| 28-11-2022                                                           | Al Rayyan                                                            | Corea del Sud                                                        | 2 – 3                                                                | Ghana                                                                | Mondiali 2022 - 1º turno                                             | -                                                                    | 88’                                                                  |
| 2-12-2022                                                            | Al Wakrah                                                            | Ghana                                                                | 0 – 2                                                                | Uruguay                                                              | Mondiali 2022 - 1º turno                                             | -                                                                    |                                                                      |
| 7-9-2023                                                             | Kumasi                                                               | Ghana                                                                | 2 – 1                                                                | Rep. Centrafricana                                                   | Qual. Coppa d'Africa 2023                                            | -                                                                    | 69’                                                                  |
| Totale                                                               |                                                                      | Presenze                                                             | 52                                                                   |                                                                      | Reti                                                                 | 1                                                                    |                                                                      |

## Palmarès

### Club

#### Competizioni nazionali
- Coppa di Grecia: 1

PAOK: 2020-2021
- Campionato greco: 1

PAOK: 2023-2024